# プレス・トゥ・プレイ
『プレス・トゥ・プレイ』（Press To Play）は、1986年に発表されたポール・マッカートニーのアルバム。
全英8位、全米30位を記録。

## 概要
ジョン・レノンの死後、ポールは、『タッグ・オブ・ウォー』『パイプス・オブ・ピース』『ヤァ!ブロード・ストリート』といったアルバムをビートルズのプロデューサー・ジョージ・マーティンの下で制作してきたが、今作ではプロデューサーにはヒュー・パジャムが起用されている。
10ccのエリック・スチュワートが、ソングライティングのパートナーとして多くの曲を共作している。

## 楽曲
収録曲中の「ストラングルホールド」「フットプリンツ」「プリティ・リトル・ヘッド」「ムーブ・オーヴァー・バスカー」「アングリー」「ハウエヴァー・アブサード」「ライト・アウェイ」「タフ・オン・ア・タイトロープ」の8曲はエリック・スチュワートとの共作曲。

## 収録曲
1. ストラングルホールド - Stranglehold
2. グッド・タイムズ・カミング／フィール・ザ・サン - Good Times Coming/Feel The Sun
3. トーク・モア・トーク - Talk More Talk
4. フットプリンツ - Footprints
5. オンリー・ラヴ・リメインズ - Only Love Remains
6. プレス - Press (Video soundtrack)
7. プリティ・リトル・ヘッド - Pretty Little Head
8. ムーブ・オーヴァー・バスカー - Move Over Busker
9. アングリー - Angry
10. ハウエヴァー・アブサード - However Absurd
  - 以下はCDのみのボーナス・トラック〜
11. ライト・アウェイ - Write Away
12. イッツ・ノット・トゥルー - .It's Not True
13. タフ・オン・ア・タイトロープ - Tough On A Tightrope　　
  - 以下は「ポール・マッカートニー・コレクション」と題したデジタル・リマスター盤で再発の際に追加されたボーナス・トラック
14. スパイズ・ライク・アス - Spies Like Us
15. ワンス・アポン・ア・ロング・アゴー（ロング・ヴァージョン）- Once Upon A Long Ago(Long Version)
  - 以下は2007年、iTunes Store販売版のボーナス・トラック。（12”シングル収録バージョン）
16. Press (12" Bevans / Forward Dub Mix)